# Irene Awino Otieno
Irene Awino Otieno (26 de março de 1986) é uma jogadora de rugby sevens queniana.

## Carreira
Irene Awino Otieno integrou o elenco da Seleção Queniana Feminina de Rugbi de Sevens, na Rio 2016, que foi 11º colocada.